# Goku Ike
Goku Ike (von japanisch ごく池) sind drei miteinander verbundene Gletscherrandseen an der Prinz-Harald-Küste des ostantarktischen Königin-Maud-Lands. Sie liegen südöstlich des Higasi-Hamna Ike im südlichen Teil der Langhovde.
Japanische Wissenschaftler benannten sie 2012.